# Romanche
Romanche er en 78 km lang bjergflod i departementerne Hautes-Alpes og Isère i Frankrig. Den er en biflod fra  højre til Drac, som igen er en biflod til Isère. Den har sit udspring i den nordlige del af Massif des Écrins i Dauphiné-Alperne og munder ud i Drac i Champ-sur-Drac, syd for Grenoble. De største bifloder er Vénéon og Eau d'Olle. Romanche løber ind i floden Drac ved byen Champ-sur-Drac syd for Grenoble.
Floden giver navn til dalen Romanche-dalen.
Bifloderne Vénéon og Eau d'Olle Lignarre, Sarenne og Ferrand løber alle ind i Romanche i Romanche-dalen.
Langs floden ligger byerne La Grave, Le Bourg-d'Oisans og Vizille samt vintersportsstederne Alpe d'Huez, La Grave og Les Deux Alpes. 

## Galleri
- Romanche tæt ved dens udspring ved Barre des Écrins
- Romanche ved Villar-d Aréne
- Romanche ved byen La Grave
- Romanche set fra Col de la Madeleine
- Romanche kort før L'Eau d'Olle løber ind i Romanche
- Romanche ved byen Vizille tæt på Grenoble

## Opdæmning
Romanche opdæmmes i Lac du Chambon. Dæmningen "Barrage du Chambon" blev sat i drift i 1935. Dæmningen er 136,7 meter høj.
Bifloden til L'Eau d'Olle, der løber ind i Romanche i Romanche-dalen, opdæmmes af Grand Maison-dæmningen (fransk: Barrage de Grand'Maison).
- Barrage du Chambon
- Lac du Chambon set fra dæmningen
- Lac du Grand Maison
- Lac du Grand Maison
- Barrage du Verney
- Barrage du Verney

Barrage de Grand'Maison blev sat i drift i 1988. Dæmningen er 140 meter høj. Dæmningen er Frankrigs (og blandt Europas) mest effektfulde vandkraftværk med en effekt på 1.820 MW fra i alt 12 vandturbiner. Dæmningen, der er 140 meter høj, opdæmmer en biflod til Romance-floden og ligger i 1.700 meters højde og har et vandfald på 920 meter. Den øverste del af dæmningskomplekset, det primære vandreservoir, ligger over byen Vaujany. Dæmningskomplekset blev opført mellem 1978 og 1985.1.900 mennesker arbejdede på projektet 5 måneder hvert år. Produktion af elektricitet blev idriftsat i 1988.
Dernæst opdæmmes L'Eau d'Olle af Barrage du Verney.

## Bifloder og tilløb
Blandt bifloder og tilløb er blandt andet:
- Le Maurian[31]
- La Grande Béalière[32]
- Infernet[33]
- Cascade[34]
- Le Grand Rif[35]

Romanche har mere end 50 bifloder og tilløb.
- Bifloden Le Maurian
- Bifloden Cascade
- Bifloden L'Eau d'Olle ved Lac du Grand Maison
- Bifloden Veneon